# Índio Ferreira
Josué Ferreira Filho (Arapiraca, 17 de julho de 1974), conhecido por Índio, Índio Alagoano ou Índio Ferreira, é um treinador de futebol e ex-futebolista brasileiro que atuava como zagueiro. Atualmente está sem clube.

## Carreira
Iniciou sua carreira profissional no Flamengo, em 1992. Disputou apenas 15 jogos no elenco principal do clube rubro-negro (55 no total), tendo ainda uma passagem pelo Guarani.
Seu auge foi no Juventude, onde chegou ainda em 1996 e fez parte do elenco que venceu o Campeonato Gaúcho de 1998 e a Copa do Brasil de 1999, tendo jogado a final contra o Botafogo. Após deixar o clube de Caxias do Sul, disputou 9 jogos pelo Palmeiras em 2000, e no mesmo ano foi contratado pelo Goiás, onde permaneceria até 2002, quando teve uma rápida passagem pelo Vitória.
A única experiência do zagueiro no exterior foi em Israel, representando o Beitar Jerusalém (2002 a 2005). Índio ainda voltaria ao Juventude em 2005, se aposentando em 2007 após defender Coritiba e Náutico.

## Carreira de treinador
Em 2014, Índio estreou como técnico no futebol de Sergipe, trabalhando no Amadense e no Estanciano. Em outubro de 2015, foi anunciado como treinador do Auto Esporte para a disputa do Campeonato Paraibano do ano seguinte, porém só comandaria o Alvirrubro em apenas 1 jogo antes de exercer o cargo de diretor de futebol no Maringá em 2016. No mesmo ano, voltaria a comandar um clube ao assinar com o Internacional para a disputa da Segunda Divisão, vencendo a competição de forma invicta.
Nas 4 primeiras rodadas do Campeonato Paraibano de 2017, o Internacional chegou a figurar entre os primeiros colocados, porém uma crise atingiu o clube, que ficou sem os investidores, boa parte do elenco e do próprio Índio, que deixara de usar o gentílico Alagoano e passou a ser chamado de Índio Ferreira.
Depois de comandar Sousa, Atlético de Cajazeiras, Olímpico de Itabaianinha e Nacional de Rolândia, ele teve uma rápida passagem pelo Nacional de Patos, deixando o cargo após 4 partidas.
Em fevereiro de 2019, foi anunciado como novo técnico do Apucarana Sports.
Em outubro de 2019, foi anunciada a renovação de contrato do treinador do São Paulo Crystal pelo acesso a primeira divisão do futebol paraibano. Mas após fraca campanha, em 18 de fevereiro de 2020, é desligado do clube. 2 dias depois, foi apresentado oficialmente como novo treinador do Doce Mel.
Em agosto de 2020, Índio Ferreira foi anunciado como técnico do Colo Colo para a disputa da Segunda Divisão baiana. A campanha da equipe de Ilhéus foi de 3 vitórias, um empate e uma derrota na primeira fase, antes de cair na decisão frente ao UNIRB na decisão por pênaltis. Ele ainda voltaria a comandar o Doce Mel para a temporada 2021, mas terminou demitido após 3 derrotas e um empate.
Treinou ainda Fluminense de Feira (onde havia trabalhado como coordenador das categorias de base), Sousa (segunda passagem) e Bahia de Feira

## Títulos

### Como jogador
- Campeonato Gaúcho: 1998
- Copa do Brasil: 1999

### Como treinador
- Campeonato Paraibano da Segunda Divisão: 2016
- Campeonato Paranaense da Terceira Divisão: 2019